# Elecciones a la Cámara de Representantes de Filipinas de 2022
Las elecciones a la Cámara de Representantes de Filipinas de 2022 es la 36° elección de la Cámara Baja en Filipinas. La elección se llevó a cabo el 9 de mayo de 2022, en el mismo día se realizaron las elecciones presidenciales, vicepresidenciales y las elecciones al Senado. En esta elección se eligieron los 316 escaños de la Cámara de Representantes, se necesitaron 159 para la mayoría.

## Antecedentes
En el 18.º Congreso de las Filipinas, los partidos que apoyan al presidente Rodrigo Duterte disputaron la presidencia de la Cámara baja, Alan Peter Cayetano del Partido Nacionalista, Lord Allan Velasco del PDP-Laban, y el Partido de Unidad Nacional (NUP) Paolo Duterte surgieron como candidatos para dicho cargo. El presidente buscó un acuerdo de periodo compartido entre Cayetano y Velasco, con Cayetano en el cargo desde julio de 2019 hasta octubre de 2020, luego Velasco en el cargo hasta 2022. Sin embargo, Paolo Duterte desaprobó el periodo compartido y Cayetano fue elegido presidente en julio de 2019.
Para marzo de 2020, Cayetano se reunió con representantes de los Nacionalistas y la NUP para consolidar el apoyo a su mandato como presidente. Esto implicó la suposición de declarar vacante el puesto de Portavoz y dado que Cayetano tiene suficientes votos para ser reelegido, anular el acuerdo original para permanecer en el cargo por el resto del período del Congreso.
Semanas antes de que se esperaba que le entregara el puesto a Velasco, Cayetano dijo que el mandato de Velasco debería haber comenzado en noviembre, ya que octubre es el mes 15, y se negoció que se convierta en presidente de la cámara durante los primeros 15 meses.
En una reunión del 29 de septiembre de 2020 entre el presidente Duterte, Cayetano y Velasco, el mandatario pidió a los representantes que cumplieran con el acuerdo inicial. Velasco rechazó la sugerencia de Duterte de modificar el acuerdo de periodo compartido de octubre a diciembre. En la sesión del 1 de octubre, Cayetano, quien atacó a Velasco por seguir adelante con el trato en medio de la pandemia de COVID-19 y mientras se abordaba el presupuesto, ofreció renunciar como presidente, pero fue rechazado por sus aliados. Una votación posterior mostró que 184 representantes querían que Cayetano permaneciera como presidente, 1 en contra y 9 se abstuvieron.
A la semana siguiente, el Congreso suspendió su sesión una semana antes de lo programado. En la sesión Cayetano propuso dar por terminado el período de debates y enmiendas. Una vez aprobada, se aprobó otra moción para que el presupuesto de 2021 se apruebe en segunda lectura. La sesión se suspendió luego hasta el 16 de noviembre. Esto significó que la sesión se suspendió antes de la transferencia de poder prevista para el 14 de octubre. Esto puso en duda el estado del presupuesto en el tiempo. Duterte pidió a Cayetano y Velasco que arreglen sus diferencias. Luego, Duterte convocó una sesión especial del 13 al 16 de octubre para aprobar el presupuesto.
El 11 de octubre, aparecieron en Internet fotos de Velasco y la alcaldesa de la ciudad de Dávao, Sara Duterte, dando la aprobación tácita a la campaña de Velasco como presidente. El 12 de octubre, el día antes de la sesión especial, Velasco y sus aliados se reunieron en la Ciudad Quezon para elegir a los nuevos funcionarios de la Cámara de Representantes, incluido el presidente. Velasco fue elegido y Cayetano calificó la sesión de ilegal. En la mañana de la sesión especial, los aliados de Velasco ingresaron a la sala de sesiones del Complejo del Batasang Pambansa y eligieron a Velasco como presidente. Mientras la votación estaba en curso, Cayetano renunció como presidente a través de una transmisión en vivo de Facebook, otorgando a Velasco la presidencia indiscutiblemente. Velasco luego recordó el presupuesto de la segunda lectura, reabriendo las deliberaciones al respecto.
Luego de que Velasco y sus aliados consolidaron posiciones de liderazgo en la cámara, Cayetano y seis de sus aliados lanzaron la coalición parlamentaria "BTS sa Kongreso" o "Vuelta al servicio en el Congreso" en enero de 2021. Cayetano aclaró que su bloque no fue nombrado con, inspiración a la banda surcoreana BTS, Cayetano fue criticado por usar el nombre de la banda con motivos políticos.

## Sistema electoral
El Filipinas se utiliza el voto paralelo por sus elecciones de la cámara baja. Para esta elección, habrá 316 escaños en la Cámara de Representantes; 253 de ellos son representantes de distrito y 63 son representantes de listas de partidos.
La ley filipina exige que haya un representante en la lista de partidos por cada cuatro representantes de distrito. Los representantes de distrito se eligen según el sistema de primeros puestos de los distritos uninominales. Los representantes de las listas de partidos se eligen a través de la votación a nivel nacional con un umbral de elección del 2% , y un partido no gana más de tres escaños. El partido con más votos suele ganar tres escaños, luego los otros partidos con más del 2% de los votos dos escaños. En este punto, si no se llenan todos los escaños de la lista de partidos, los partidos con menos del 2% de los votos ganarán un escaño cada uno hasta que se llenen todos los escaños de la lista de partidos. El sistema electoral, con el umbral del 2% y el tope de 3 escaños, fomenta la división de votos; De hecho, varios partidos han explotado esto, creando listas de partidos separadas para cada sector para no desperdiciar su voto en un solo partido.

## Partidos políticos
| Partido | Partido                        | Ideología                                    | Líder                    | Con prev (2019) |
| ------- | ------------------------------ | -------------------------------------------- | ------------------------ | --------------- |
|         | PDP-Laban                      | Socialismo democrático Populismo Federalismo | Lord Allan Velasco       | 82              |
|         | Partido Nacionalista           | Conservadurismo                              | Luis Raymund Villafuerte | 42              |
|         | Coalición Popular Nacionalista | Conservadurismo                              | Sin líder                | 37              |
|         | Partido de la Unidad Nacional  | Conservadurismo social Democracia cristiana  | Neptali Gonzales II      | 25              |
|         | Partido Liberal de Filipinas   | Socioliberalismo                             | Edcel Lagman             | 18              |
|         | Lakas-CDM                      | Conservadurismo Democracia cristiana         | Gloria Macapagal Arroyo  | 12              |